# Flughafen Colima

i8
i11
i13
Der Flughafen Colima (spanisch Aeropuerto Nacional de Colima, IATA-Code: CLQ, ICAO-Code: MMIA) ist ein nationaler Flughafen bei der Großstadt Colima im gleichnamigen Bundesstaat im Westen Mexikos.

## Lage
Der Flughafen Colima liegt etwa 500 km (Luftlinie) westlich von Mexiko-Stadt in einer Höhe von ca. 752 m.

## Flugverbindungen
Es werden überwiegend Flüge von und nach Mexiko-Stadt und Tijuana abgewickelt.

## Passagierzahlen
Im Jahr 2019 wurden erstmals mehr als 190.000 Passagiere gezählt. Danach erfolgte ein deutlicher Rückgang infolge der COVID-19-Pandemie.